# جزیره مالی شانتار
جزیره مالی شانتار (انگلیسی: Maly Shantar Island) یک جزیره در سرزمین خاباروفسک کشور روسیه است.